# Zhao Shunxin
Zhao Shunxin –en xinès, 赵顺欣– (11 d'octubre de 1979) és una esportista xinesa que va competir en judo, guanyadora d'una medalla de bronze al Campionat Asiàtic de Judo de 2004 en la categoria de –48 kg.

## Palmarès internacional
| Campionat Asiàtic | Campionat Asiàtic    | Campionat Asiàtic | Campionat Asiàtic |
| Any               | Lloc                 | Medalla           | Categoria         |
| ----------------- | -------------------- | ----------------- | ----------------- |
| 2004              | Almatý ( Kazakhstan) | 3                 | –48 kg            |